# Södra Sverige
Södra Sverige är de södra delarna av Sverige. Det är dock inte exakt samma sak som Sydsverige, då begreppet "södra Sverige" i allmänhet är vidare. Hela Götaland anses vanligen ligga i södra Sverige, men begreppet är allt annat än exakt. Människor i Norrland använder inte sällan begreppet för att beskriva hela den del av landet som inte ingår i Norrland, utan som ligger söder om Dalälven. Omvänt kan norra Götaland ofta hänföras till Mellansverige.

## Naturgeografi
Då inlandsisen i södra Sverige smälte avsattes stora randbildningsstråk i anknytning till temporära försämringar av klimat. Av dessa är Göteborgsmoränen och Mellansvenska ändmoränerna de mest betydande.